# Il Facchino
Il Facchino (italien : Il Facchino, Le Porteur) est l'une des Statues parlantes de Rome. Comme les cinq autres « statues parlantes », des pasquinate, c'est-à-dire des satires irrévérencieuses se moquant des personnages publics, sont affichées à côté d'Il Facchino aux XIVe et XVe siècles. 
Il Facchino était à l'origine situé sur la via del Corso sur la façade principale du Palazzo De Carolis Simonetti non loin de la Piazza Venezia. En 1874, il est déplacé à sa position actuelle, sur le côté du même bâtiment, désormais la Banco di Roma, sur la via Lata.
Contrairement aux autres statues parlantes, qui datent toutes de la Rome antique, Il Facchino est relativement moderne. La statue est réalisée vers 1580, sur la base d'un dessin de Jacopino del Conte pour la Corporazione degli Aquaroli. Il représente un homme portant une casquette et une chemise à manches, portant un tonneau ; c'était un "acquarolo" qui prenait de l'eau du Tibre pour la vendre dans les rues de Rome pendant la période précédant la réparation des aqueducs romains sur ordre des papes. De l'eau jaillit du centre du baril, créant une fontaine. Le visage de l'homme est gravement abîmé, résultat des pavés qui lui sont jetés au fil des ans, en ce qu'il représentait Martin Luther pour la population, en raison de sa casquette souple. 